# Chiesa di San Giuseppe (Cagli)
La chiesa di San Giuseppe è una delle chiese di Cagli.

## Storia
Sulla piana dove fu riedificata la città di Cagli dopo la distruzione del 1287, sorgeva una chiesa di monaci del Monastero di Fonte Avellana dedicata a San Michele Arcangelo, ricordata già nel 1072. Dalla chiesa prese nome un quartiere della nuova città e  anche la città dopo la riedificazione, che fu chiamata Sant'Angelo Papale per un periodo. La chiesa continuò ancora per un secolo ad appartenere al monastero di Fonte Avellana, dopo la cui separazione, avvenuta con la soppressione degli avellaniti, la chiesa passò al Capitolo della Cattedrale. 
Più tardi fu la "Confraternita di San Giuseppe", eretta nell'oratorio in Pian del Vescovo, avendo preso notevole sviluppo e non potendo più adunarsi nel ristretto ambiente dell'oratorio, chiese al Cardinale Giulio Feltrio della Rovere, Commendatario dell'Avellana, la cessione della chiesa: l'ottenne il 13 agosto 1576 e il trasloco avvenne l'anno seguente. Subito dopo inizia una campagna decorativa che all'inizio si concentra negli altari laterali: nel 1578 Antonio Benedetti, cagliese, già Capitano della Repubblica Veneta fece realizzare l'ornato dell'altare di San Giuseppe dallo scultore Angelo Finale di Cagli. Nel 1581 lo storico cagliese Leonardo Jacopini fece erigere l'altare della Vergine Addolorata, entrambi opera di Filippo Finale. La Confraternita di San Giuseppe in data 11 febbraio 1617 ottenne l'aggregazione all'Arciconfraternita del SS. Crocifisso e San Marcello in Roma.  
Nel 1640 il pittore Girolamo Cialdieri dipingeva 
i Sette dolori e le Sette allegrezze di San Giuseppe, mentre altri riquadri furono dipinti sulla fine del secolo dal cagliese Giambattista Gambarini. Un secolo dopo il pittore cagliese Gaetano Lapis dipingeva il quadro dell'altare maggiore con San Michele Arcangelo.  
La Confraternita ebbe i suoi beni demaniati, in base alle leggi eversive del Governo Italiano nel 1866. Il 30 aprile 1941 furono rivedute e approvate le nuove costituzioni della Confraternita dal Vescovo Raffaele Campelli. 

## Descrizione
La chiesa di San Giuseppe si trova dietro il Palazzo Pubblico e presenta una semplice facciata aperta da due finestre rettangolari ed impreziosita da un portale classicheggiante affiancato da due semicolonne e sormontato da un timpano semicircolare. 

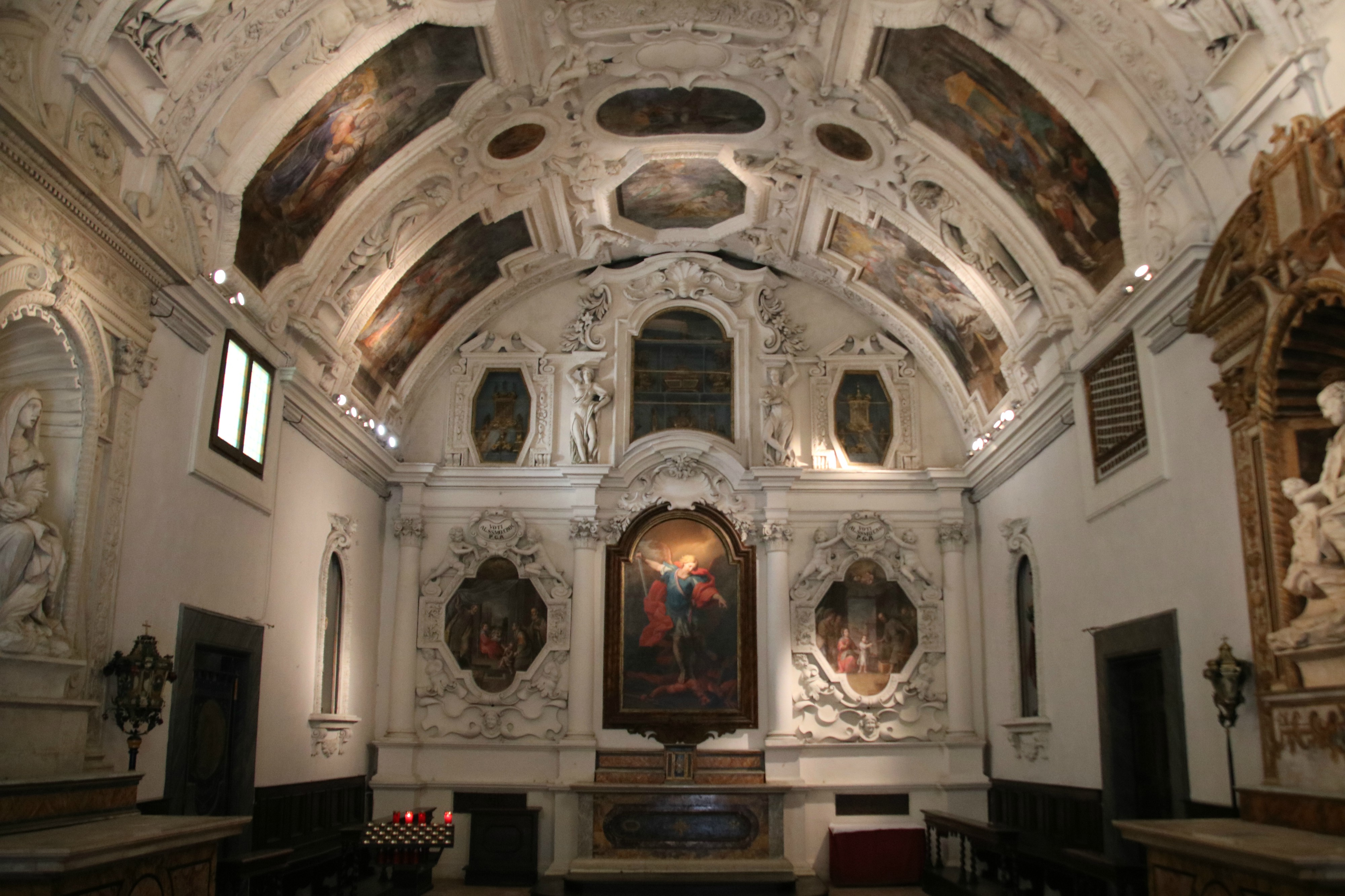
Chiesa di San Giuseppe (Cagli), interno.

L'interno è ad aula unica coperta da una volta a botte riccamente ornata da stucchi manieristici di grande ricchezza e varietà, seppur mancanti della doratura prevista e presente in molti simili contesti marchigiani. La decorazione a stucco, databili forse agli anni ottanta del Cinquecento ed opera di un autore ancora ignoto ma vicino a Federico Brandani, è caratterizzata da volute, cartigli, putti, figure di Re, Patriarchi e personaggi biblici ad altorilievo. La parte centrale della volta è dominata dalla Carità alla quale, fra telamoni, si uniscono le altre due virtù teologali.  
La decorazione pittorica, che raffigura episodi della vita di San Giuseppe, è invece più tarda e fu eseguita intorno al 1635 circa da Girolamo Cialdieri, seguace di Barocci noto per la sua facilità e speditezza, anche se alcune scene come la Visitazione e lo Sposalizio della Vergine mostrano il distinguibile e più tardo intervento di Alfonso Patanazzi, anch'esso artista di cultura baroccesca. 
I due altari laterali furono le prime realizzazioni della chiesa attuale: l'altare a destra, dedicato a San Giuseppe fu eretto nel 1578, come si legge nell'iscrizione nel timpano, dal cagliese Antonio Benedetti, già Capitano della Repubblica Veneta, di grande raffinatezza e creatività, eseguito dallo scultore Angelo Finale di Cagli. L'altare dirimpetto, dedicato alla Vergine Addolorata, fu invece voluto, come recita l'iscrizione nel gradino dell'altare, dallo storico cagliese Leonardo Jacopini ed eseguito nel 1581 da Filippo Finale. Le statue in stucco negli altari, di San Giuseppe e dell' Addolorata, di un più accentuato classicismo accademico, sono forse opera di un altro plasticatore ancora anonimo.
La parete di fondo dell'oratorio presenta due composizioni del Cialdieri, contemporanee a quelle della volta, con San Giuseppe che mostra la Sacra Famiglia a Sant'Anna, San Gioacchino e San Giovannino e con San Giuseppe falegname e la Sacra Famiglia. Al centro all'altare maggiore è l'Arcangelo Michele di Gaetano Lapis, firmato e datato 1764, in cui il pittore riprende il dipinto di medesimo soggetto di Guido Reni eseguita per i Cappuccini di Roma.